# Casorzo Monferrato
Casorzo Monferrato (Casors en piemontès) és un municipi situat al territori de la província d'Asti, a la regió del Piemont (Itàlia).
Fins al 2022 era Casorzo.
Limita amb els municipis d'Altavilla Monferrato, Grana, Grazzano Badoglio, Montemagno, Olivola, Ottiglio i Vignale Monferrato.

## Galeria fotogràfica

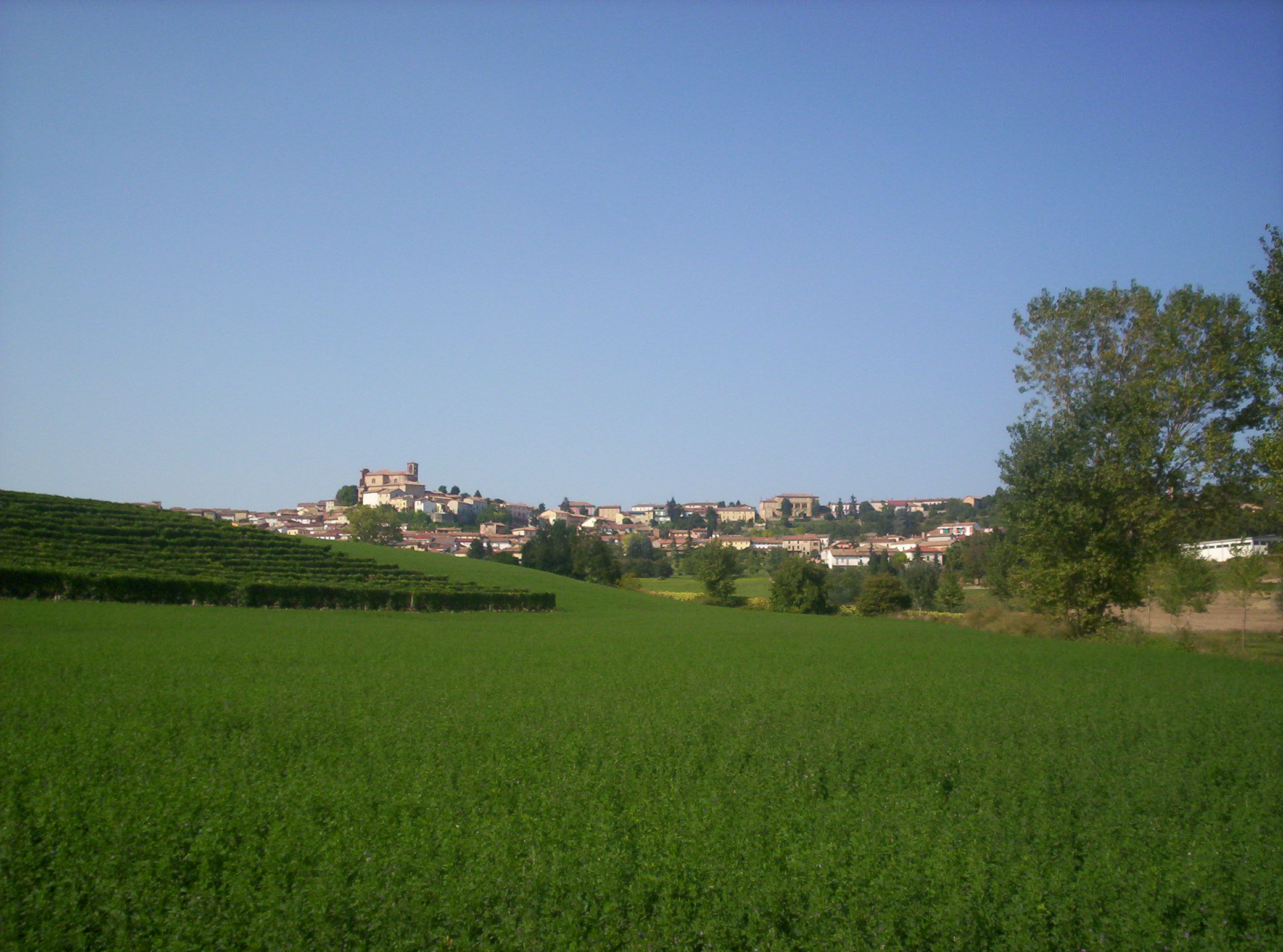
Vista del poble
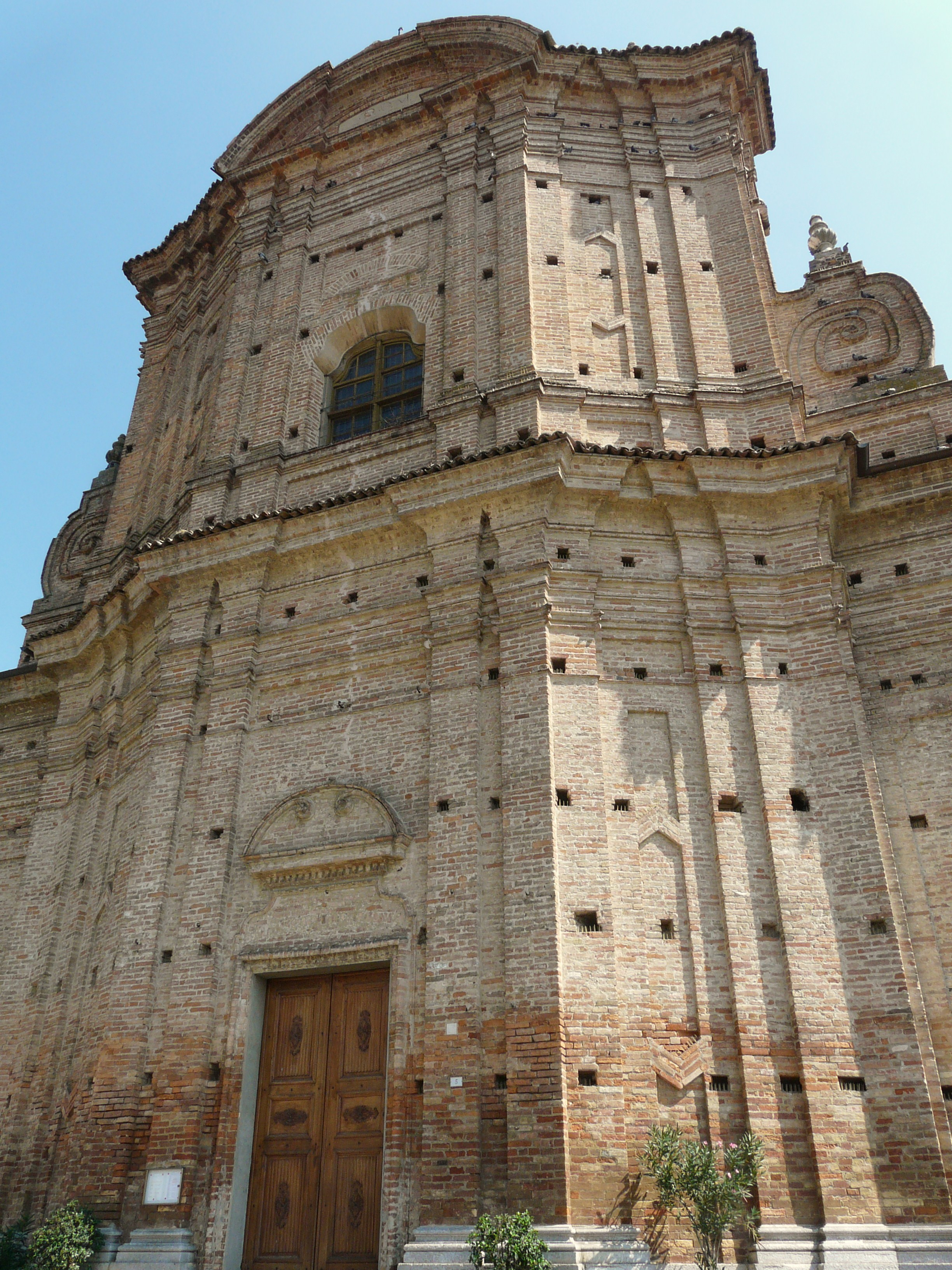
Església de S. Vicenç
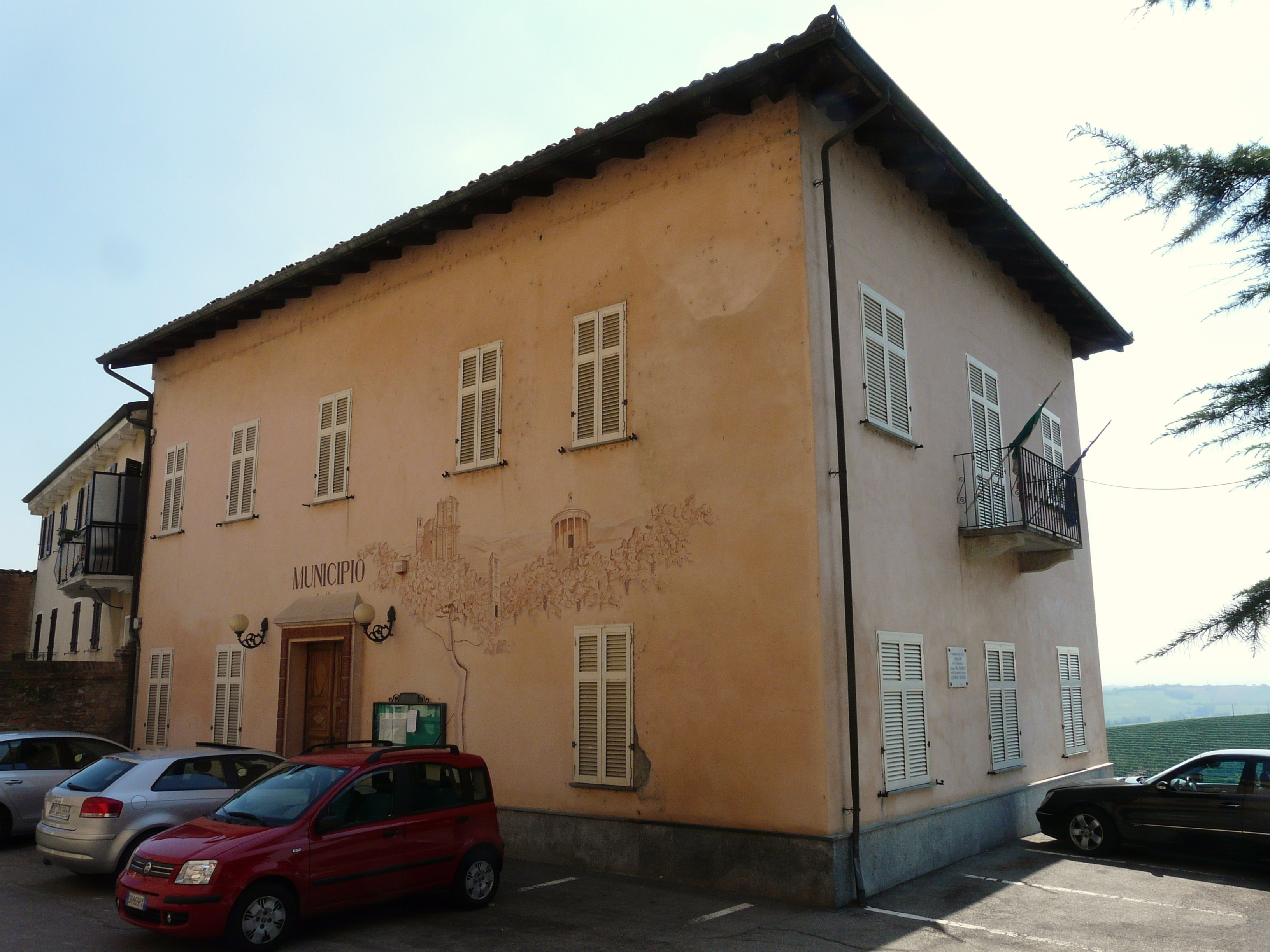
Ajuntament
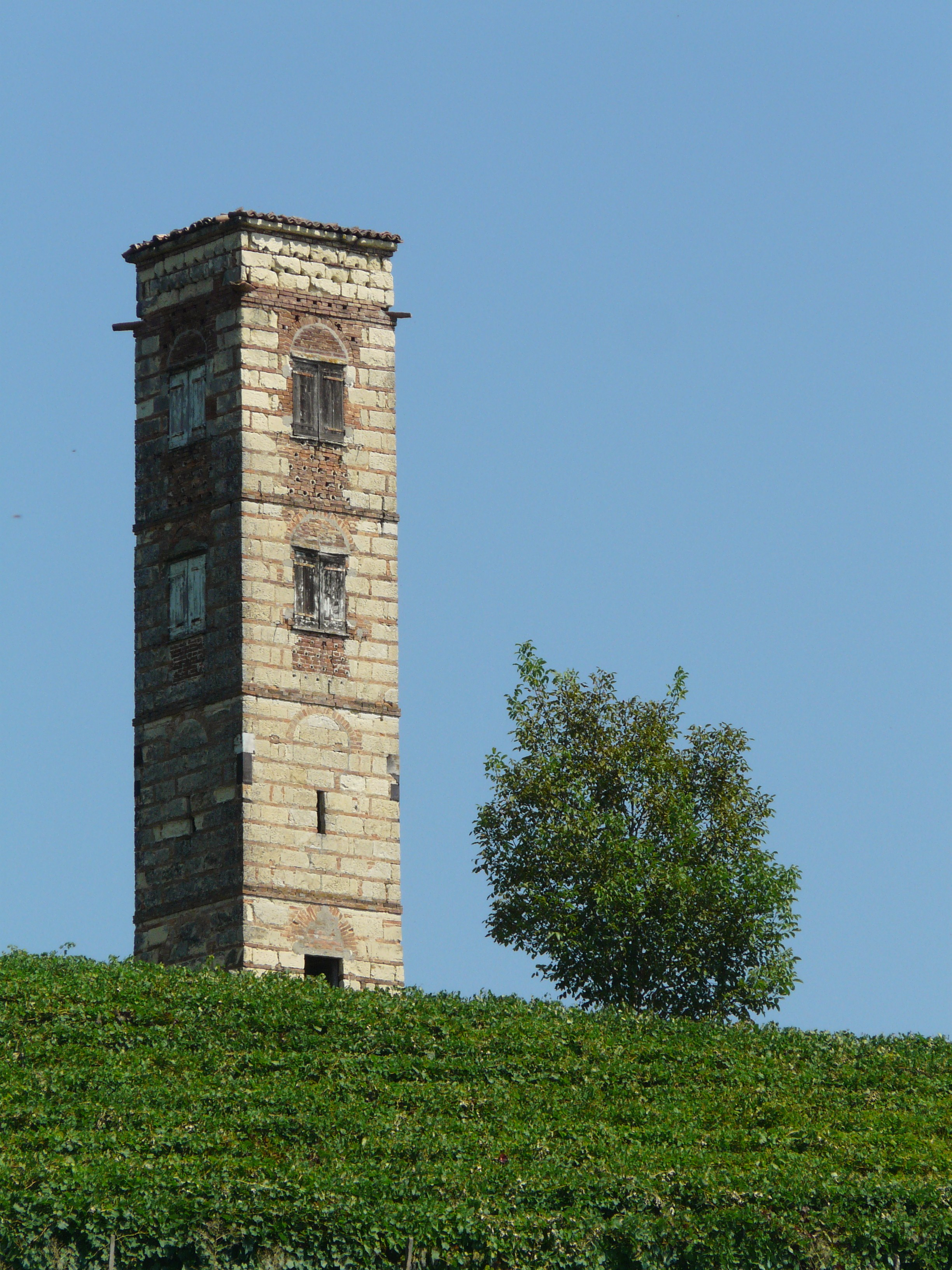
Torre
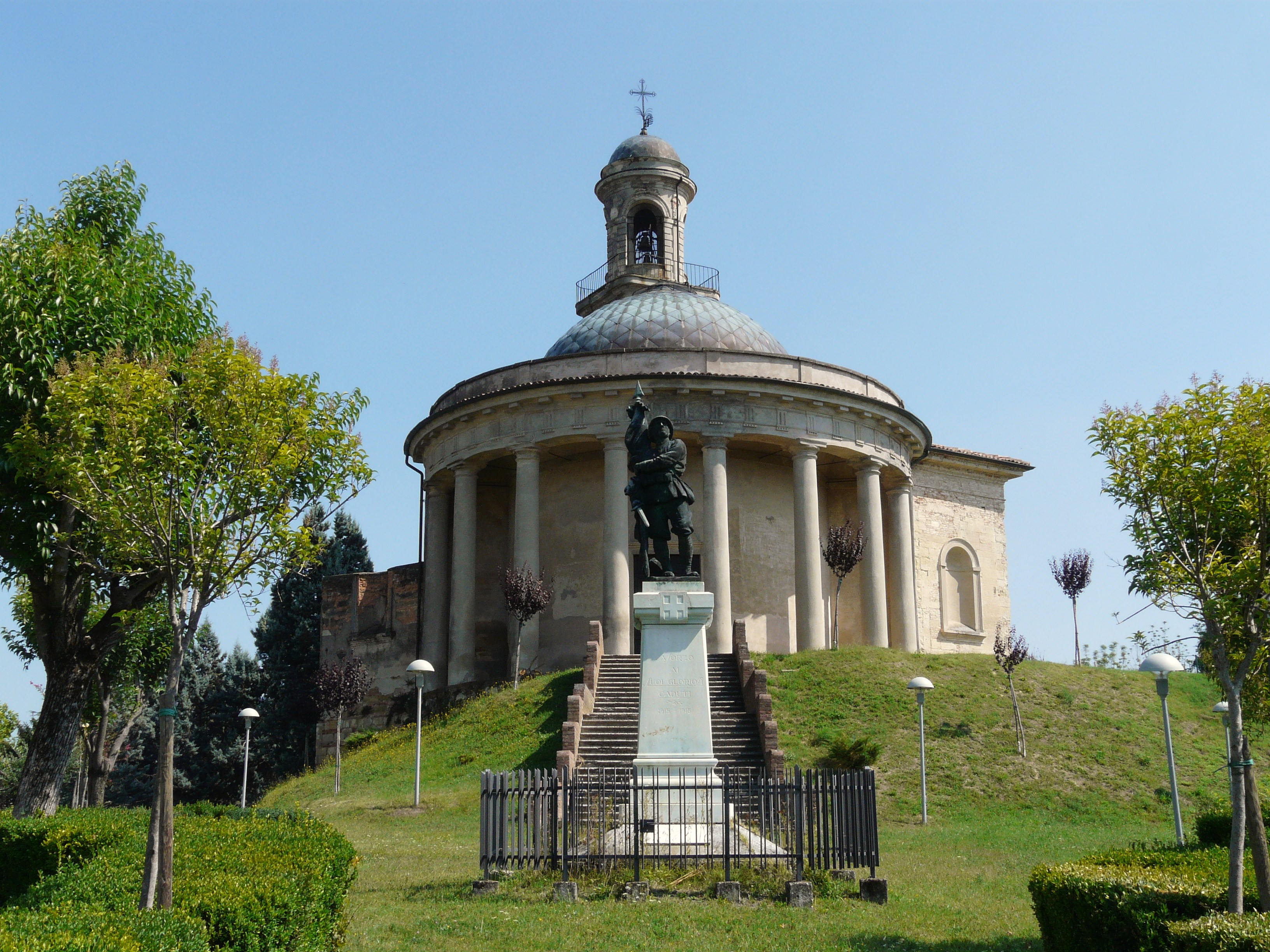
Església i monument als caiguts